# Ranzo
Ranzo là một đô thị ở tỉnh Imperia trong vùng Liguria, tọa lạc khoảng 80 km về phía tây nam của Genova và khoảng 20 km về phía bắc của Imperia. Tại thời điểm ngày 31 tháng 12 năm 2004, đô thị này có dân số 546 người và diện tích là 11,7 km².
Ranzo giáp các đô thị sau: Aquila di Arroscia, Borghetto d'Arroscia, Casanova Lerrone, Nasino, và Onzo.